# Scott R. Dunlap
Pour les articles homonymes, voir Dunlap.
Scott R. Dunlap (né le 20 juin 1892 à Chicago, mort le 30 mars 1970 à Los Angeles) est un réalisateur et producteur américain.

## Biographie
Scott R. Dunlap a été vice-président chargé de la production chez Monogram Pictures. Il a dirigé 47 films entre 1919 et 1929, et produit 70 films entre 1937 et 1960.

## Filmographie

### Acteur
- 1912 : A Sad Devil de Colin Campbell

### Producteur
- 1938 : La Fille adoptive (Romance of the Limberlost) de William Nigh
- 1939 : Le Mystère de Mr Wong de William Nigh
- 1939 : Streets of New York de William Nigh
- 1940 : The Fatal Hour
- 1940 : La Malédiction (Doomed to Die) de William Nigh
- 1944 : Oh, What a Night
- 1949 : Panique sauvage au far-west (en) (Stampede) de Lesley Selander

### Réalisateur
- 1913 : Alone in the Jungle de Colin Campbell
- 1919 : L'Amour d'abord (it) (Love Is Love)
- 1920 : L'Enjeu mortel (The Twins of Suffering Creek) (coréalisation de William A. Wellman)
- 1920 : Son cornac (Her Elephant Man)
- 1920 : The Iron Rider
- 1922 : Son défenseur (Western Speed)
- 1923 : Skid Proof
- 1924 : Un beau reportage (en) (The Fatal Mistake) (coréalisation de Wilfred Lucas)
- 1925 : The Texas Trail (en)
- 1925 : Sanderson le taciturne (en) (Silent Sanderson)
- 1925 : Beyond the Border (en)
- 1925 : Blue Blood
- 1926 : Driftin' Thru
- 1926 : Le Sosie du lord (en) (The Better Man)
- 1926 : The Frontier Trail (en)
- 1926 : Le Septième Bandit (en) (The Seventh Bandit)
- 1928 : Midnight Life
- 1928 : The Romance of Runnibede